# Sybra biatrosignata
Sybra biatrosignata là một loài bọ cánh cứng trong họ Cerambycidae.